# HD 53744
HD 53744，又名BD+28 1314，SAO 79066、HR 2669，是一颗恒星，视星等为6.48，位于銀經188.89，銀緯15.66，其B1900.0坐标为赤經7h 1m 8.5s，赤緯+28° 15.66′ 51″。